# Leichtathletik-Weltmeisterschaften 1983/4 × 400 m der Frauen
Die 4-mal-400-Meter-Staffel der Frauen bei den Leichtathletik-Weltmeisterschaften 1983 fand am 13. und 14. August 1983 in Helsinki, Finnland, statt.
Zehn Staffeln nahmen mit 42 Läuferinnen an dem Wettbewerb teil. Die Goldmedaille gewann die Deutsche Demokratische Republik nach 3:19,73 min in der Besetzung Kerstin Walther, Sabine Busch, Marita Koch (Finale) und Dagmar Rübsam (Finale) sowie den im Vorlauf außerdem eingesetzten Undine Bremer und Ellen Fiedler.
Silber ging in 3:20,32 min an die Tschechoslowakei (Taťána Kocembová, Milena Matějkovičová, Zuzana Moravčíková und Jarmila Kratochvílová).
Die Bronzemedaille sicherte sich die Sowjetunion mit Jelena Korban, Marina Iwanowa, Irina Baskakowa und Marija Pinigina in 3:21,16 min.
Auch die nur im Vorlauf eingesetzten DDR-Läuferinnen erhielten eine Goldmedaille. Der Weltmeisterschaftsrekord dagegen stand nur den im Finale tatsächlich gestarteten Athletinnen dieses Teams zu.

## Rekorde
Vor dem Wettbewerb galten folgende Rekorde:
| Weltrekord | Deutsche Demokratische Republik (Kirsten Siemon, Sabine Busch Dagmar Rübsam, Marita Koch) | 3:19,04 min                                                                 | Europameisterschaften in Athen, Griechenland                                | 11. September 1982                                                          |
| WM-Rekord  | Es gab noch keine WM-Rekorde, die Veranstaltung wurde erstmals ausgetragen.               | Es gab noch keine WM-Rekorde, die Veranstaltung wurde erstmals ausgetragen. | Es gab noch keine WM-Rekorde, die Veranstaltung wurde erstmals ausgetragen. | Es gab noch keine WM-Rekorde, die Veranstaltung wurde erstmals ausgetragen. |

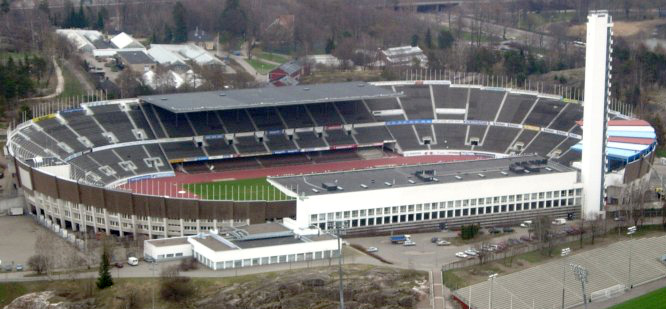
Das Olympiastadion in Helsinki

Der WM-Rekord wurde nach und nach auf zuletzt 3:19,73 min gesteigert. Mit dieser Zeit stellte die Weltmeisterstaffel der DDR im Finale am 10. August 1983 in der Besetzung Kerstin Walther, Sabine Busch, Marita Koch und Dagmar Rübsam den nun für mindestens vier Jahre gültigen Weltmeisterschaftsrekord auf.

## Vorläufe
13. August 1983
Aus den zwei Vorläufen qualifizierten sich die jeweils drei Ersten jedes Laufes – hellblau unterlegt – und zusätzlich die zwei Zeitschnellsten – hellgrün unterlegt – für das Finale. Nur zwei der gestarteten Mannschaften schieden aus.

### Lauf 1
| Platz | Land               | Athletinnen                                                                    | Zeit (min) |
| ----- | ------------------ | ------------------------------------------------------------------------------ | ---------- |
| 1     | Vereinigte Staaten | Roberta Belle Easter Gabriel Rosalyn Bryant Denean Howard                      | 3:26,82 CR |
| 2     | Kanada             | Charmaine Crooks Jillian Richardson Molly Killingbeck Marita Payne             | 3:27,21    |
| 3     | Tschechoslowakei   | Milena Matějkovičová Zuzana Moravčíková Taťána Kocembová Jarmila Kratochvílová | 3:27,60    |
| 4     | BR Deutschland     | Rita Daimer Ute Thimm Gisela Gottwald Gaby Bußmann                             | 3:29,70    |
| 5     | Rumänien           | Iulia Radu Daniela Matei Cristieana Cojocaru Elena Lina                        | 3:30,96    |

### Lauf 2
| Platz | Land                            | Athletinnen                                                                  | Zeit (min) |
| ----- | ------------------------------- | ---------------------------------------------------------------------------- | ---------- |
| 1     | Sowjetunion                     | Jelena Korban Marina Iwanowa Irina Baskakowa Marija Pinigina                 | 3:27,77    |
| 2     | Deutsche Demokratische Republik | Kerstin Walther Undine Bremer (Vorlauf) Ellen Fiedler (Vorlauf) Sabine Busch | 3:29,05    |
| 3     | Bulgarien                       | Swobodka Damjanowa Rossiza Stamenowa Katja Iliewa Galina Penkowa             | 3:31,11    |
| 4     | Jamaika                         | Cathy Rattray-Williams Ovrill Brown Jacqueline Pusey Grace Jackson           | 3:34,17    |
| 5     | Puerto Rico                     | Madeline de Jesús Vilma Paris Margaret de Jesús Nilsa Paris                  | 3:42,79    |

## Finale
14. August 1983
| Platz | Land                            | Athletinnen | Zeit (min) |
| ----- | ------------------------------- | --- | ---------- |
|       | Deutsche Demokratische Republik | Kerstin Walther Sabine Busch Marita Koch (Finale) Dagmar Rübsam (Finale) im Vorlauf außerdem: Undine Bremer Ellen Fiedler | 3:19,73 CR |
|       | Tschechoslowakei                | Taťána Kocembová Milena Matějkovičová Zuzana Moravčíková Jarmila Kratochvílová                                            | 3:20,32    |
|       | Sowjetunion                     | Jelena Korban Marina Iwanowa Irina Baskakowa Marija Pinigina                                                              | 3:21,16    |
| 4     | Kanada                          | Charmaine Crooks Jillian Richardson Molly Killingbeck Marita Payne                                                        | 3:27,41    |
| 5     | Vereinigte Staaten              | Roberta Belle Easter Gabriel Rosalyn Bryant Denean Howard                                                                 | 3:27,57    |
| 6     | BR Deutschland                  | Rita Daimer Ute Thimm Gisela Gottwald Gaby Bußmann                                                                        | 3:29,43    |
| 7     | Bulgarien                       | Swobodka Damjanowa Rossiza Stamenowa Katja Iliewa Galina Penkowa                                                          | 3:30,36    |
| 8     | Rumänien                        | Iulia Radu Daniela Matei Cristieana Cojocaru Elena Lina                                                                   | 3:35,61    |

## Video
- 1983 World Champs 4x400m Relay Final women auf youtube.com, abgerufen am 13. April 2020